# Campionato nordamericano maschile under 21 di pallavolo
Il Campionato nordamericano maschile under 21 di pallavolo è una competizione pallavolistica, organizzata dalla NORCECA, per squadre nazionali nordamericane, riservata a giocatori con un'età inferiore di 21 anni.

## Albo d'oro
| Edizione      | Edizione      | Podio         | Podio           | Podio         |
| Anno          | Organizzatore | Campione      | Seconda         | Terza         |
| ------------- | ------------- | ------------- | --------------- | ------------- |
| 1998 Dettagli | Guatemala     | Canada        | Rep. Dominicana | Stati Uniti   |
| 2000 Dettagli | Cuba          | Cuba          | Porto Rico      | Stati Uniti   |
| 2002 Dettagli | Canada        | Canada        | Porto Rico      | Stati Uniti   |
| 2004 Dettagli | Canada        | Cuba          | Stati Uniti     | Porto Rico    |
| 2006 Dettagli | Messico       | Cuba          | Stati Uniti     | Canada        |
| 2008 Dettagli | El Salvador   | Cuba          | Canada          | Stati Uniti   |
| 2010 Dettagli | Canada        | Stati Uniti   | Canada          | Porto Rico    |
| 2012 Dettagli | Stati Uniti   | Stati Uniti   | Canada          | Messico       |
| 2014 Dettagli | El Salvador   | Cuba          | Canada          | Stati Uniti   |
| 2016 Dettagli | Canada        | Stati Uniti   | Cuba            | Canada        |
| 2018 Dettagli | Cuba          | Cuba          | Rep. Dominicana | Canada        |
| 2020          | -             | Non disputato | Non disputato   | Non disputato |
| 2022          | -             | Non disputato | Non disputato   | Non disputato |
| 2024 Dettagli | Messico       | Stati Uniti   | Canada          | Cuba          |

## Medagliere
| Pos. | Squadra         | 1º posto | 2º posto | 3º posto | Totale |
| ---- | --------------- | -------- | -------- | -------- | ------ |
| 1    | Cuba            | 6        | 1        | 1        | 8      |
| 2    | Stati Uniti     | 4        | 2        | 5        | 11     |
| 3    | Canada          | 2        | 5        | 3        | 10     |
| 4    | Porto Rico      | 0        | 2        | 2        | 4      |
| 5    | Rep. Dominicana | 0        | 2        | 0        | 2      |
| 6    | Messico         | 0        | 0        | 1        | 1      |